# Сладък живот
„Сладък живот“ (на италиански: La dolce vita) е италианско-френски игрален филм – трагикомедия, излязъл по екраните през 1960 година, режисиран от Федерико Фелини и с участието на Марчело Мастрояни, Анита Екберг и Анук Еме в главните роли. Сценарият е написан от режисьора Фелини в сътрудничество с Тулио Пинели, Енио Флаяно, Брунело Ронди и Пиер Паоло Пазолини.

## Сюжет
Произведението е разделено на няколко кратки епизода с пролог и епилог, проследяващи една седмица от живота на римския журналист Марчело Рубини (Мастрояни), в неговото непрестанно търсене на любов и щастие, които никога не идват.

## В ролите
| Актьор            | Роля                   |
| ----------------- | ---------------------- |
| Марчело Мастрояни | Марчело Рубини         |
| Анита Екберг      | Силвия                 |
| Анук Еме          | Мадлен                 |
| Ивон Фюрно        | Ема                    |
| Магали Ноел       | Фани                   |
| Ален Кюни         | Стейнер                |
| Анибале Нинки     | Бащата на Марчело      |
| Валтер Сантесо    | Папарак                |
| Валерия Чанготини | Паола                  |
| Рикардо Гароне    | Рикардо                |
| Ида Гали          | „Дебютант на годината“ |
| Одри Макдоналд    | Джейн                  |
| Полидор           | Клоун                  |
| Ален Дижон        | Франки Стоут           |
| Енцо Черусико     | Прес-фотограф          |
| Лаура Бети        | Лаура                  |
| Надя Грей         | Надя                   |

## Рецензия
Филмът маркира преход в творчеството на Фелини – от предхождащия период, типичен за италианския неореализъм, към поредица от т.нар. арт филми. „Сладък живот“ е широко възприеман като едно от големите постижения в изкуството на кинематографията.

## Награди и номинации
На 34-тата церемония по връчване на наградите „Оскар“, филмът е номиниран за отличието в четири категории, включително за най-добър режисьор и най-добър сценарий, печелейки статуетка за най-добри костюми. Произведението е големия победител на филмовия фестивал в Кан, където печели приза „Златна палма“.